# نورتون أ. شوارتز
نورتون ألان شوارتز (بالإنجليزية: Norton Allan Schwartz)‏ (ولد في 14 ديسمبر 1951 في تومز ريفر، نيوجيرسي، الولايات المتحدة) فريق أول متقاعد من القوات الجوية الأمريكية الذي شغل منصب الرئيس التاسع عشر لأركان القوات الجوية من 12 أغسطس 2008 حتى تقاعده في عام 2012. بوصفه رئيسا للأركان عمل كضابط في سلاح الجو رفيع المستوى مسؤولا عن تنظيم وتدريب وتجهيز ما يقرب من 700,000 من القوات الجوية النشطة ومحمية القوات الجوية والحرس الوطني الجوي والقوات المدنية التي تخدم في الولايات المتحدة وخارجها. بوصفه عضوا في هيئة الأركان المشتركة عمل شوارتز مستشارا عسكريا لوزير الدفاع ومجلس الأمن القومي والرئيس. عمل سابقا كقائد قيادة النقل في الولايات المتحدة من سبتمبر 2005 إلى أغسطس 2008.
تخرج شوارتز من أكاديمية سلاح الجو الأمريكي (USAFA) في عام 1973. هو خريج كلية الحرب الوطنية وعضو في مجلس العلاقات الخارجية وزميل عام 1994 في ندوة معهد ماساتشوستس للتكنولوجيا الحادي والعشرين. عمل كقائد لقيادة العمليات الخاصة الأمريكية في المحيط الهادي وكذلك قيادة ألاسكا ومنطقة قيادة الدفاع الجوي لأمريكا الشمالية في ألاسكا والقوات الجوية الحادية عشر.
كان شوارتز قائد قيادة القوات الجوية الأمريكية بتحليقه لأكثر من 4400 ساعة طيران في مجموعة متنوعة من الطائرات. حلق في طائرات ومروحيات من طراز لوكهيد سي-130 هيركوليز ولوكهيد إم سي-130 وسيكورسكي إم إتش-53 وسيكورسكي يو إتش-60 بلاك هوك. تعود خلفيته التشغيلية إلى الأيام الأخيرة من حرب فيتنام في ذلك الوقت كان عضوا في الطاقم الذي شارك في إجلاء جويغون عام 1975. بحلول عام 1991 كان يشغل منصب رئيس أركان فرقة العمل المشتركة للعمليات الخاصة لشمال العراق خلال حرب الخليج الثانية. شارك كطاقم في الطرد الجوي لجايجون عام 1975 وفي عام 1991 شغل منصب رئيس أركان فرقة العمل الخاصة المشتركة لشمال العراق في عملية درع الصحراء وعملية عاصفة الصحراء. في عام 1997 قاد قيادة القوة المشتركة التي أعدت لإجلاء المواطنين الأمريكيين المدنيين في كمبوديا.
كان شوارتز أول رئيس أركان للقوات الجوية مع خلفية كقوات النقل الجوي والعمليات الخاصة وليس مع خلفية كطيار مقاتل أو منفذها. تكهن بأن وزير الدفاع روبرت غيتس اختاره لهذا السبب.